# Maria Bolognesi
Pour les articles homonymes, voir Bolognesi.
Maria Bolognesi, née le 21 octobre 1924 à Bosaro et morte le 30 janvier 1980 à Rovigo, est une laïque et mystique italienne, vénérée comme bienheureuse par l'Église catholique. Elle est commémorée le 30 janvier selon le Martyrologe romain.

## Biographie
Maria est née le 21 octobre 1924 à Bosaro, en Italie. Issue d'une famille paysanne, elle est victime de son statut de fille de mère célibataire. Dès sa plus tendre enfance, la piété rythme sa vie. La pauvreté oblige Maria à effectuer divers tâches et services pour subvenir aux besoins de la famille, qui vit dans l'inconfort. Au début des années 1940, elle aurait été soumise à une possession diabolique, jusqu'à en être délivrée le 1er avril 1942, lors d'une apparition du Christ.
Dès lors, les visions et les extases se seraient multipliées. Maria Bolognesi aurait été invité par le Christ à participer à sa passion. Jusqu'à sa mort, elle soufra d'importantes pertes sanguines, sans explications, qu'elle offrait pour les âmes les plus pauvres. Elle aurait également été victime d'attaques du démon. Maria Bolognesi dut supporter une santé fragile, en proie à une succession de maladies : rhumatismes, problèmes cardiaques, sciatique, tuberculose. Selon elle, toutes ces choses arrivaient puisqu'elle s'était offerte en victime pour le salut des âmes les plus nécessiteuses, participant ainsi à la passion du Christ.
Outre son intense vie mystique, dévoilée seulement à son directeur spirituel, elle vit un idéal de charité chrétienne. Maria Bolognesi s'occupe des enfants issus de familles pauvres comme la sienne, pour leur permettre de travailler. Dans les années 1950 et 1960, elle collabore notamment à l'œuvre de Don Olinto Marella pour la prise en charge des orphelins et des enfants issus de la misère. Elle vient aussi en aide aux malades et aux plus nécessiteux.
Maria Bolognesi fut une personne accueillante envers tous et s'activait dans un vif apostolat de conseil et d'intercession pour tous ceux qui venaient trouver du réconfort auprès d'elle. Fragilisée par deux accidents cardio-vasculaires, Maria Bolognesi mourut à l'âge de 55 ans à Rovigo, avec une grande réputation de sainteté, le 30 janvier 1980. Reposant depuis dans l'église San Sebastiano de Bosaro, sa tombe est devenue un lieu de vénération.

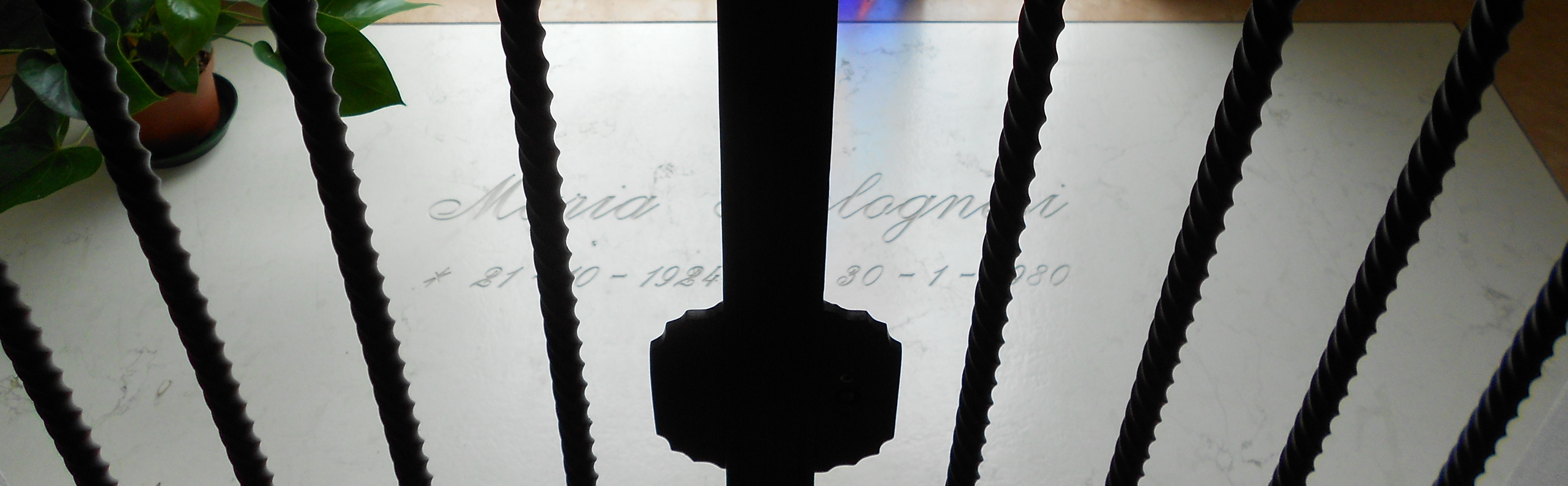
Tombe de Maria Bolognesi dans l'église de Bosaro

## Béatification
- 1992 : introduction de la cause en béatification[1].
- 10 mai 2012 : le pape Benoît XVI lui attribue le titre de vénérable[1].
- 2 mai 2013 : le pape François reconnaît un miracle dû à son intercession et signe le décret de béatification[1].
- 7 septembre 2013 : cérémonie de béatification célébrée à Rovigo par le cardinal Angelo Amato au nom du Saint-Père[1],[2].

Fête liturgique fixée au 30 janvier.